# 羅謝龍德山
44°41′48″N 05°49′38″E / 44.69667°N 5.82722°E

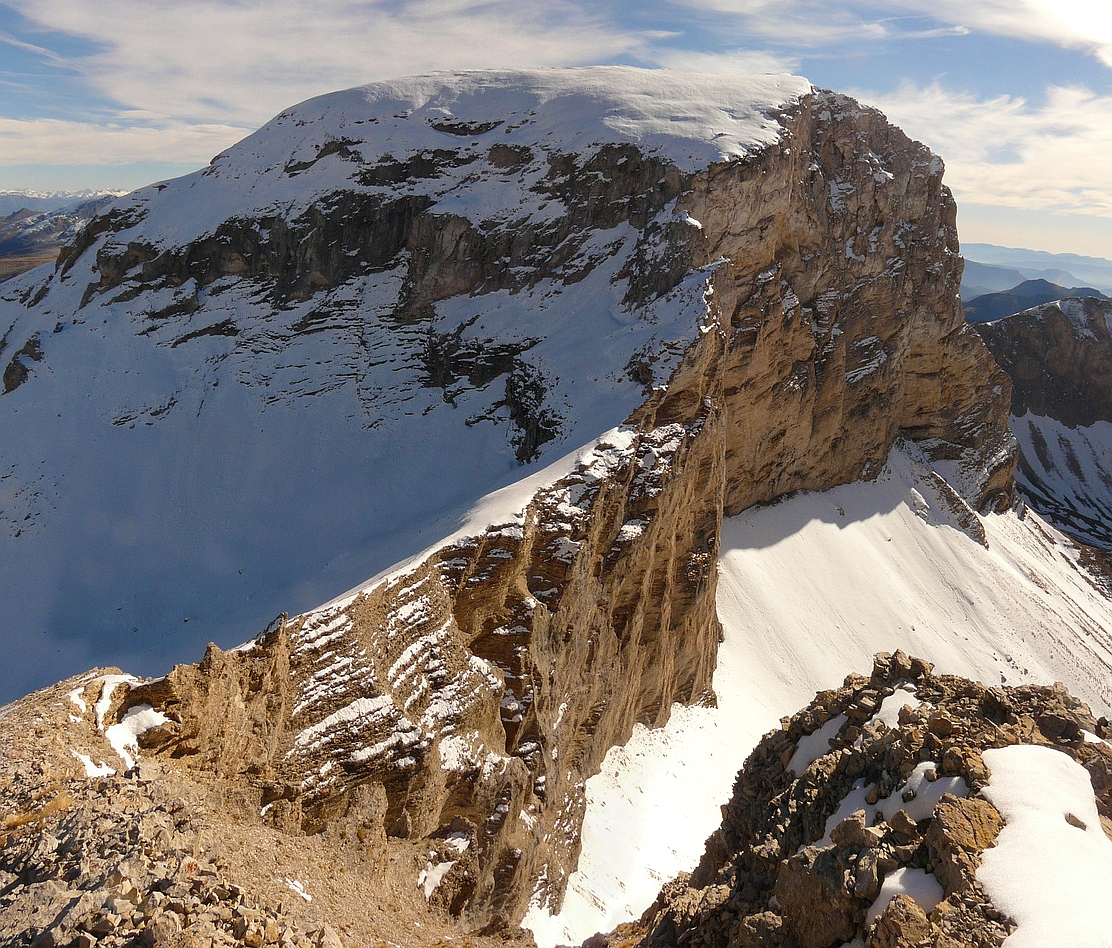

羅謝龍德山（法語：Rocher Rond），是法國的山峰，位於該國東南部，處於德龍省和上阿爾卑斯省接壤的邊界，屬於代沃呂山脈的一部分，海拔高度2,453米。